# Autistické maskování
Autistické maskování, jinak označované i jako neurodivergentní maskování či kamuflování („camouflaging“), je u autistů vědomé nebo podvědomé potlačování autistického chování a kompenzování obtíží v sociálních interakcích s cílem být vnímán jako neurotypický jedinec. Maskování je naučená copingová strategie, která sice může být z pohledu autistů úspěšná, také ale může vést k nepříznivým důsledkům v oblasti duševního zdraví.

## Terminologie
Pro koncept „maskování“ zatím neexistuje žádná všeobecně dohodnutá terminologie. :s.16–17 Zatímco někteří autoři používají termíny maskování a kamuflování synonymně,:s.16–17 jiní důsledně rozlišují mezi maskováním (potlačování chování) a kompenzací (kompenzace obtížné socializace) jakožto dvěma hlavními formami kamuflování. Kamuflování je zde tudíž chápano jako základní nadkategorie, maskování pak pouze jako jeden z typů kamuflování. Nicméně mezi autisty samotnými je nejčastěji používaným zastřešujícím termínem právě maskování.:s.16

### Odmaskování
Proces vědomého vzdání se "masky" se označuje jako odmaskování (unmasking) a mnozí autisté jej považují za žádoucí cíl. Mezi motivace pro takovéto odmaskování patří touha již nadále neskrývat svou pravou identitu a vyhnout se nepříznivým důsledkům v oblasti duševního zdraví, které maskování často způsobuje.

## Formy maskování
Mezi typické příklady autistického maskování patří zejména potlačení sebestimulace (tzv. stimmingu) a potlačení reakcí na smyslové přetížení. Aby autisté kompenzovali obtíže v sociálních interakcích s neurotypickými vrstevníky, mohou i navzdory značnému nepohodlí udržovat oční kontakt nebo zrcadlit řeč těla i tón ostatních.
Autističtí jedinci, jenž mívají potíže s konverzacemi, mohou také používat složitější strategie, jako je skriptování osnovy konverzace (příprava různých "scénářů"), popřípadě vytváření vědomých „pravidel“ pro konverzaci a pečlivé sledování, zda jsou jedincem dodržována. Mnoho autistů se také učí konverzačním pravidlům a sociálnímu chování zapomocí sledování televizních pořadů i jiných médií, například studováním a napodobováním chování postav seriálů. Mezi maskování také může patřit zdržení se mluvit o svých specifických zájmech (jeden z možných projevů autismu).
V rámci jedné studie uváděli autisté jako rozličné důvody pro maskování: 
- společenské přijetí
- potřeba získat práci
- vyhnutí se ostrakizaci
- vyhnutí se verbálnímu či fyzickému zneužívání[12]

## Důsledky maskování
Autistické maskování vyžaduje mimořádné úsilí a bývá tak hlavní příčinou autistického syndromu vyhoření. Je spojeno s nepříznivými důsledky v rámci duševního zdraví jako je stres úzkost, deprese a další psychické poruchy, ztráta identity a sebevražda. Některé studie nicméně zjistily, že kompenzační strategie (tedy nikoli maskování) jsou považovány za přispívající k úspěšnému a uspokojivému životu. Vzhledem k tomu, že mnoho studií o maskování se zaměřuje pouze na autistické dospělé bez kognitivních poruch, je sporné, zda jejich závěry zobecňují rozličné jedince napříč celým autistickým spektrem.
Maskování může u autistického jedince zastřít potřebu podpory. Diagnostická kritéria pro ASD v nejaktuálnějším diagnostickém a statistickém manuálu duševních poruch DSM-5 zveřejněném v roce 2013 výslovně uvádějí, že zatímco symptomy „musí být přítomny v raném vývojovém období“, tyto „mohou být maskovány naučenými strategiemi v pozdějším životě“. To umožňuje diagnostikovat autistické jedince i v těch případech, kdy jsou autistické chování a obtíže úspěšně maskovány.:s.60–62 Doplnění této specifické formulace bylo navrženo zástupci americké neziskové organizace Autistic Self Advocacy Network. Obdobně i v nejaktuálnější verzi Mezinárodní klasifikace nemocí (MKN-11 s platností od roku 2022) je v diagnostických kritériích pro ASD obsaženo takovéto ustanovení. 
Existuje také hypotéza, že maskování může hrát zásadní roli ve vysvětlení, proč bývají autistické ženy i nebinární osoby výrazně méně často rozpoznávány a diagnostikovány jako autisté ve srovnání s muži. Tuto hypotézu předložila již v roce 1981 britská psychiatrička Lorna Wing, která mimo jiné výrazně přispěla k porozumění autismu a popularizaci Aspergerova syndromu.:s.20:s.134 Hypotéza je uznávána v revidované verzi DSM-5-TR zveřejněné v roce 2022.:s.65

## Výzkum
Ačkoli se původně o maskování psalo a diskutovalo výhradně mezi autisty, předmětem akademického výzkumu se téma stalo až v průběhu desátých let.:s.18 První dotazník pro měření autistické kamufláže v dospělosti nazvaný Camouflaging Autistic Traits Questionnaire (CAT-Q) byl zveřejněn v roce 2018. V rámci 25 položek měří, do jaké míry jedinec využívá:
- strategie k aktivní kompenzaci obtíží v sociálních situacích (kompenzace, 9 položek)
- strategie pro skrytí autistických vlastností nebo vyobrazení neautistické persony (maskování, 8 položek)
- strategie, jak zapadnout mezi ostatní lidi v sociálních situacích (asimilace, 8 položek)[24]

Ve světle rostoucího povědomí o nepříznivých důsledcích maskování pro duševní zdraví, a také s vhledem do problému dvojité empatie, jsou dnes za kontroverzní považovány ty druhy terapie a intervencí, které mají implicitní nebo explicitní cíl vštěpovat autistickým osobám neurotypické chování a potlačovat jejich autistické rysy. Někteří dospělí autisté, kteří byli jako děti podrobeni aplikovaným behaviorálním analýzám, popisují, že byli nuceni chovat se jako jejich neurotypičtí vrstevníci v rozporu s jejich skutečnou identitou, což mělo škodlivé účinky na jejich duševní i celkový wellbeing (tj. na celkovou pohodu).
Existuje také několik výzkumných studií, které se zaměřily na zkušenosti s maskováním ve srovnání různých skupin lidí. V roce 2021 provedli vědci online průzkum, který porovnával zkušenosti s maskováním u autistů, neurodivergentních lidí bez autismu a neurotypických lidí. Zjistili, že maskování jakožto chování je společné napříč všemi typy lidí, nicméně některé aspekty maskování jsou specifičtější pro lidi s autismem, jako je například potlačení smyslových vjemů a potlačení sebestimulace (stimmingu). Vědci také svůj výzkum přenesli do kontextu pracoviště a zkoumali zkušenosti s maskováním na pracovišti u stejných tří skupin dospělých ve Spojeném království. Z průzkumu identifikovali osm nových témat a zaznamenali velké překrývání mezi třemi skupinami, například co se týče v uvažování o výhodách a nevýhodách a jejich vnímání: neurodivergentní i neurotypičtí lidé využili maskovací strategie k dosažení sociálních cílů, což naznačuje, že maskování jako takové je spíše běžnou nežli exkluzivní zkušeností.
Některé kvalitativní výzkumy se více zaměřily na zkušenost maskování speciálně u autistů. Studie z roku 2022 vedla polostrukturované rozhovory s dvaceti autistickými teenagery a sledovala, jakým způsobem je maskování asociováno s duševním zdravím (leč nikoliv nutně v lineárním vztahu) a jak je obojí ovlivněno sociálními a environmentálními faktory. Zdůraznili potřebu přistupovat k maskování, autenticitě a duševnímu zdraví prostřednictvím kontextu identity osob a také prostředí, což navíc poskytuje určité důsledky pro diagnostické služby a intervence.
Vědecký komentář z roku 2021 nastínil následující klasifikaci maskování/kamuflování pro účely budoucího výzkumu:
1. autisté, kteří chtějí kamuflovat a úspěšně se jim to daří
2. autisté, kteří chtějí kamuflovat, ale zcela se jim to nedaří (potenciálně kvůli kognitivním obtížím)
3. autisté, kteří nechtějí kamuflovat
4. autisté, kteří jsou nevšímaví vůči představě kamuflování[33]

Podle další studie se dosavadní výzkum zaměřoval převážně na onu první skupinu autistů, kteří dobrovolně a zároveň úspěšně kamuflují. Proto se podívala i na nedostatečně prostudované skupiny osob na autistickém spektru, které mohou mít vlastní specifické projevy maskování/kamuflování, jako jsou děti a dospělí s jazykovým postižením. V argumentaci také autoři zkoumají analogii mezi kamuflováním a tzv. passingem (sociologický termín popisující schopnost být považován za člena jiné skupiny obyvatelstva, například jiné etnicity, pohlaví nebo společenské třídy).
Ohledně maskování výzkumníci zkoumali také „autenticitu“, kterou osoby s autismem pociťují při socializaci, a vypozorovali, jak podpůrné prostředí (například přítomnost lidí, kteří je přijímají a rozumí jim) může vést k jejich sebeuvědomění a přinést pozitivnější socializační zážitky než kamuflování. To však nutně neznamená, že by autistické „maskování“ bylo ekvivalentem neautenticity. Výzkumníci navrhli, že bychom se neměli zaměřovat na podporování maskovacího chování, ale spíše na podporu autistické autenticity, která přináší pozitivnější sebeobraz a lepší duševní zdraví. 

## Další četba
Price, D. (2024). Autismus bez masky: odhalte tváře neurodiverzity a žijte autenticky. Přeložila Andrea Krajčovičová. Žádná velká věda. V Brně: Jan Melvil Publishing.
Pearson, A., & Rose, K. (2023). Autistic masking: Understanding Identity Management and the Role of Stigma.
Belcher, H. L. (2022). Taking off the mask: Practical Exercises to Help Understand and Minimise the Effects of Autistic Camouflaging.
Sedgewick, F., Hull, L., & Ellis, H. (2021). Autism and masking: How and Why People Do It, and the Impact It Can Have.